# Settin' the Pace
Settin' the Pace från 1961 är ett jazzalbum med John Coltrane och Red Garland Trio. 

## Låtlista
1. I See Your Face Before Me (Arthur Schwartz/Howard Dietz) – 9:59
2. If There Is Someone Lovelier Than You (Arthur Schwartz/Howard Dietz) – 9:22
3. Little Melonae (Jackie McLean) – 14:07
4. Rise and Shine (Vincent Youmans/Buddy DeSylva) – 7:14

Bonusspår på cd-utgåvan från 2008
1. By the Numbers (John Coltrane) – 12:00

## Musiker
- John Coltrane – tenorsax
- Red Garland – piano
- Paul Chambers – bas
- Art Taylor – trummor